# Pseudophryne australis
Pseudophryne australis es una especie de anfibio anuro de la familia Myobatrachidae.

## Distribución geográfica
Esta especie es endémica de Nueva Gales del Sur. Habita entre los 10 y 1000 m sobre el nivel del mar en el Parque nacional Real en Gosford y Newcastle.

## Descripción
Mide 30 mm de largo. Su parte posterior es de color negro a marrón oscuro con manchas rojas. Se caracteriza esencialmente por una mancha roja en forma de "T" en la cabeza y una línea del mismo color en la espalda baja. Los lados son de color gris azulado con una mancha blanca en la raíz de las extremidades. El vientre está veteado de blanco y negro con algunas veces azul entre ellos.

## Hábitat, estilo de vida
Se encuentra solo alrededor de cursos de agua y piscinas temporales en áreas de arenisca alrededor de Sídney desde Ourimbah en el norte hasta Nowra en el sur y en las Montañas Azules.
Los machos, escondidos en hojas caídas en el suelo o alfombradas debajo de las rocas, llaman a las hembras en voz alta en áreas que pueden inundarse después de fuertes lluvias. Los huevos se esconden debajo de las hojas en un nido que mantiene el macho y los renacuajos comienzan a crecer en los huevos antes de terminar su desarrollo en los puntos de agua temporales. En Sídney, a menudo se encuentra en el mismo hábitat que Heleioporus australiacus.
Esta especie está disminuyendo como resultado de la urbanización en la región.

## Publicación original
- Gray, 1835 : Untitled. Proceedings of the Zoological Society of London, vol. 1835, p. 57[6]